# Qaschar
Qaschar (kasachisch Қашар und russisch Качар Katschar) ist eine Siedlung im Gebiet Qostanai, im Norden Kasachstans. Der Ort hat rund 12.500 (2020) Einwohner.

## Bevölkerung
| 5.405 | 13.268 | 10.731 | 11.357 |

## Wirtschaft
In der Nähe der Stadt wird Eisenerz im Tagebau gewonnen. Die Grube ist der Hauptarbeitgeber der Bewohner.